# Стадион Калињинград
Стадион Калињинград (рус. Стадион Калининград) фудбалски је стадион у граду Калињинграду, на крајњем западу Калињинградске области Руске Федерације. Наменски је изграђен за потребе Светског првенства у фудбалу 2018. чији домаћин је Русија. Грађен је од јуна 2015. до новембра 2017, а трошкови градње износили су 17,8 милијарди руских рубаља. Капацитет стадиона за светско првенство је 35.000 седећих места, а након првенства капацитет ће бити редуциран на 25.000 места.
Целокупно подручје око стадиона има површину од 24,4 хектара, укупна површина објекта је 109.721,8 м², док су димензије фудбалског терена 105×68 метара.

## Историја
У априлу 2012. регионална влада изабрала је француски архитектонски биро Wilmotte & Associes, SA као извођача радова за изградњу стадиона. Сам пројекат вреди 17,8 милијарди руских рубаља. Издвојено је 50% од износа из савезног буџета, а друга половина из регионалног буџета. Изградња је почела убрзо након тога. Стадион ће након Светског првенства 2018. године имати капацитет од 25.000 места. Како би се прилагодило овом смањењу, део крова ће бити уклоњен.
Крајем октобра 2012. регионалне власти су најавиле отворени конкурс за развој пројекта и радних докумената за стадион Светског купа. Победник је био Мостовик. Почетком марта 2013. Мостовик је објавио скицу стадиона, која је добила радни назив „Арена Балтика”.
У јуну 2014. године, Арбитражни суд Омска је прогласио банкрот Мостовика, а у марту 2015. године отпочео је раскид уговора са том компанијом. Дана 1. априла 2014. влада је именовала фирму ZAO Crocus International као јединог извођача Министарства спорта Руске Федерације за радове на изградњи. Уговор је потписан између Владе Калињинградске области и компаније Crocus International.
У почетку су регионалне власти разматрале могућност изградње нових спортских објеката у центру града, на месту актуелног стадиона. Коначно, у децембру 2014. године најављено је да ће Октиабрско острво бити локација новог стадиона, иако је тамо честа могућност за поплаве, а рад на томе би изискивао додатна финансијска улагања.
Дана 10. августа 2015. године постало је познато да ће стадион добити званичан назив „Стадион Калињинград”. На њему је предвиђено да се одиграју четири утакмице у групној фази Светског првенства.

## ФИФА Светско првенство 2018.
| Датум         | Време | Тим #1   | Резултат | Тим #2     | Група   | Број посетилаца |
| ------------- | ----- | -------- | -------- | ---------- | ------- | --------------- |
| 16. јун 2018. | 21:00 | Хрватска | 2 : 0    | Нигерија   | Група Д | 31.136          |
| 22. јун 2018. | 20:00 | Србија   | 1 : 2    | Швајцарска | Група Е | 33.167          |
| 25. јун 2018. | 20:00 | Шпанија  | 2 : 2    | Мароко     | Група Б | 33.973          |
| 28. јун 2018. | 20:00 | Енглеска | 0 : 1    | Белгија    | Група Г | 33.973          |